# Olifantsappel
De olifantsappel (Limonia acidissima) of houtappel is een plant uit de wijnruitfamilie (Rutaceae). Volgens het Germplasm Resources Information Network is dit de enige geaccepteerde soort binnen het geslacht Limonia.
Het is een bladverliezende, tot 12 m hoge boom met opgerichte takken die tot 4 cm lange doornen dragen. De afwisselend geplaatste, geveerde, tot 12 cm lange bladeren bestaan uit vijf tot zeven ovale, tot 4 cm lange, leerachtige, donkergroene deelblaadjes.
De vruchten zijn ronde, tot 10 cm grote bessen met een houtige, tot 5 mm dikke, gevlekte grijsbruine, ruwe schil. De vruchtholte is gevuld met roze-bruine, taai-vezelig, melige, weinig sappige pulp, die sterk aromatisch en fruitig zuur tot zoetzuur en licht harsig van smaak is. In het vruchtvlees liggen veel zaden.
De olifantsappel komt van nature voor in India, Sri Lanka, Myanmar en Indochina. De vrucht wordt in heel Zuidoost-Azië gekweekt.